# Tecophilaea cyanocrocus
Tecophilaea cyanocrocus är en enhjärtbladig växtart som beskrevs av Friedrich Leybold. Tecophilaea cyanocrocus ingår i släktet Tecophilaea och familjen Tecophilaeaceae. Inga underarter finns listade i Catalogue of Life.

## Bildgalleri

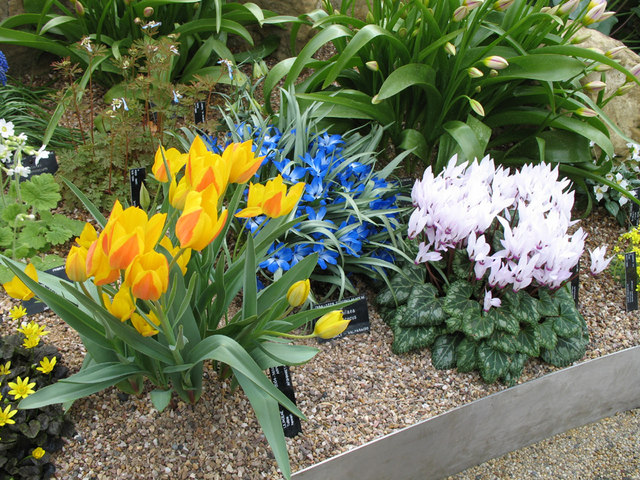